# Eansvida
Eansvida (Inglês antigo: Ēanswīþ; em latim: Eanswythe ou Eanswide; Kent, c. 614 - Folkestone, c. 640) foi uma princesa anglo-saxã.

## Biografia
Em 630, Eansvida fundou o beneditino priorado de Folkestone, o primeiro convento da Inglaterra. Ela foi apoiada nesta empreitada por seu pai, Eadbaldo, rei de Kent entre 616 e 640
Enquanto o mosteiro estava em construção, um príncipe pagão chegou a Kent propondo Eansvida em casamento. O rei Eadbaldo, cuja irmã Etelburga se casou com o rei pagão Eduíno da Nortúmbria dois ou três anos antes, lembrou à filha que este casamento resultou na conversão de Eduíno. Eansvida, no entanto, recusou a proposta.
Pro volta de 630, a construção do mosteiro foi concluída. Este foi o primeiro mosteiro de mulheres a ser fundado na Inglaterra. Eansvida viveu lá com suas companheiros da vida monástica, e elas podem ter sido orientadas por alguns dos monges romanos que tinham vindo para a Inglaterra com Santo Agostinho em 597. Ela permaneceu na abadia até sua morte, e mais tarde foi canonizada pela Igreja Católica.
O dia de Santa Eansvida é 12 de setembro. Segundo a tradição, esta foi a data na qual seus restos mortais foram transferidos para a nova igreja em 1138. 

### Descoberta dos restos mortais e análises
Em 1885, restos mortais foram descobertos no muro da parede da paróquia de Folkestone, dedicado à "Santa Maria e Santa Eansvida", que podem ter sido os de Eansvida.
Em 2019 foi permitido que a relíquia fosse estudada. Uma análise de radio-carbono permitiu datar os ossos exatamente no momento em que Eansvilda morreu. A idade da pessoa em causa – entre os 17 e os 21 anos – também corresponde à idade do santo, que terá morrido muito jovem.
Além disso, um estudo osteológico mostrou que a pessoa a quem os restos pertenceram não sofria de desnutrição e tinha poucos dentes danificados por alimentos duros, sugerindo-se assim uma origem nobre. Por tudo isto, os especialistas acreditam que os restos mortais pertençam a Saint Eansvida.